# Chevrolet Bel Air 1957
Chevrolet Bel Air a fost fabricat între anii 1955-1957 adică doi ani. Dar a avut un succes enorm în rândul populației deoarece această mașină este socotită mândria americanilor dând faptului că are o putere enormă sub capotă. Acesta a fost disponibil în trei modele de serie: Lux Bel Air, Mid-range, Noir nig . Acest autovehicul este la mare căutare de colecționarii de retro automobile deoarece este un automobil special, extrem de rar.

## Istoria
Persoana care a desenat primele schițe a autovehiculului se numea Ed Cole. El dorea să construiască un automobil special în care să arate cultura americană dar și să fie confortabil. În luna  septembrie a anului 1955 a fost deschisă fabricarea Chevrolet Bel Air cu numele Hardop.

## În prezent

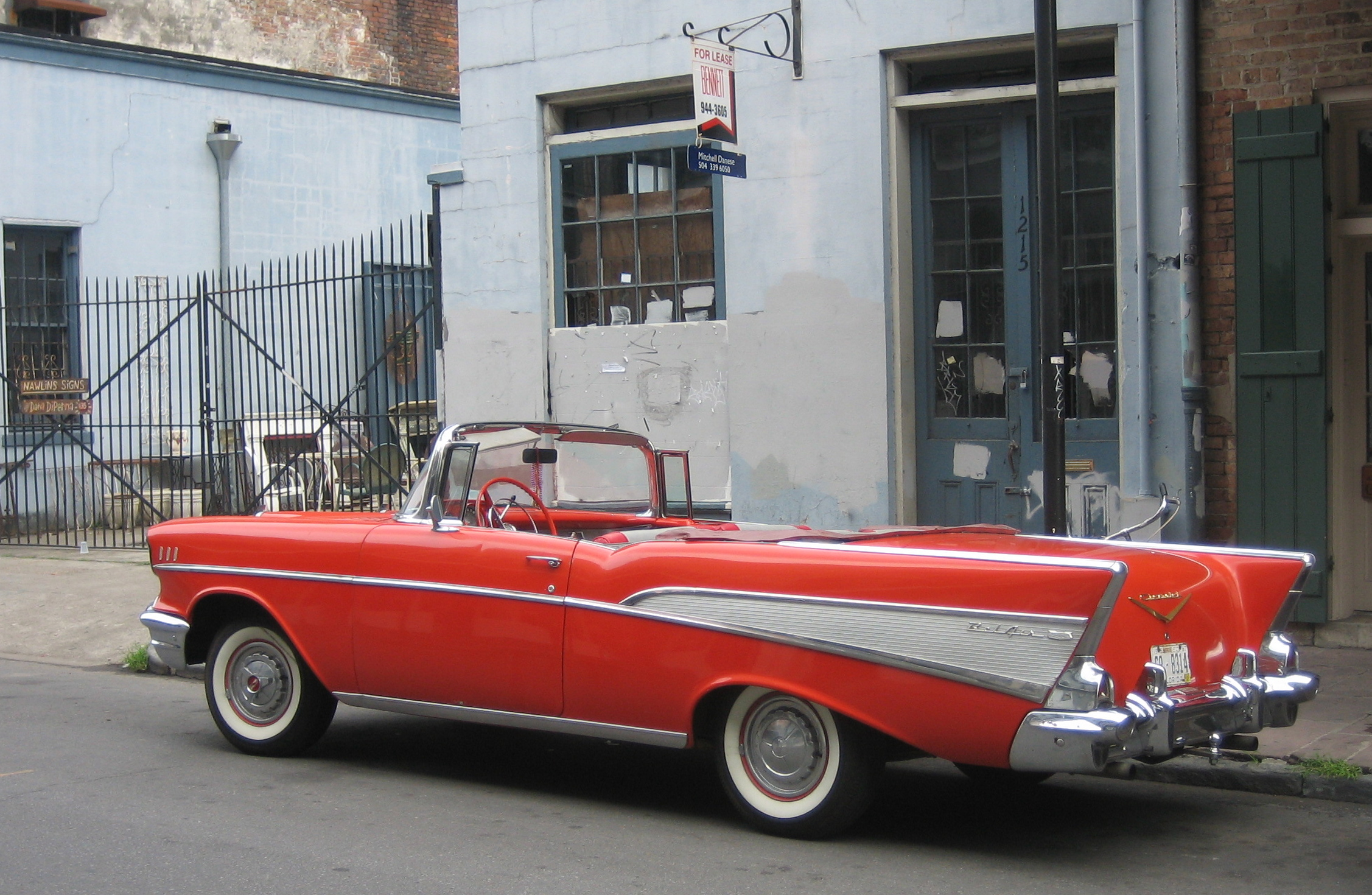
Model cabrio pe strazile din Caracas Venezuela

În total au fost fabricate 798.000 autovehicule între ani '55-57. Au mai rămas aproximativ 200.000 automobile dintre care 150.000 sunt în America și 50.000 în toată lumea. În Europa se află vreo 8.000 de automobile. Nu oricine poate găsi asemenea autovehicul dar se poate găsi asemenea autovehicul la diferite prețuri dar în dependență de starea mașinii. Colecționarii de retro automobile pun mare preț pe acest autovehicul deoarece este o mașină foarte rar întâlnită pe străzile de azi.

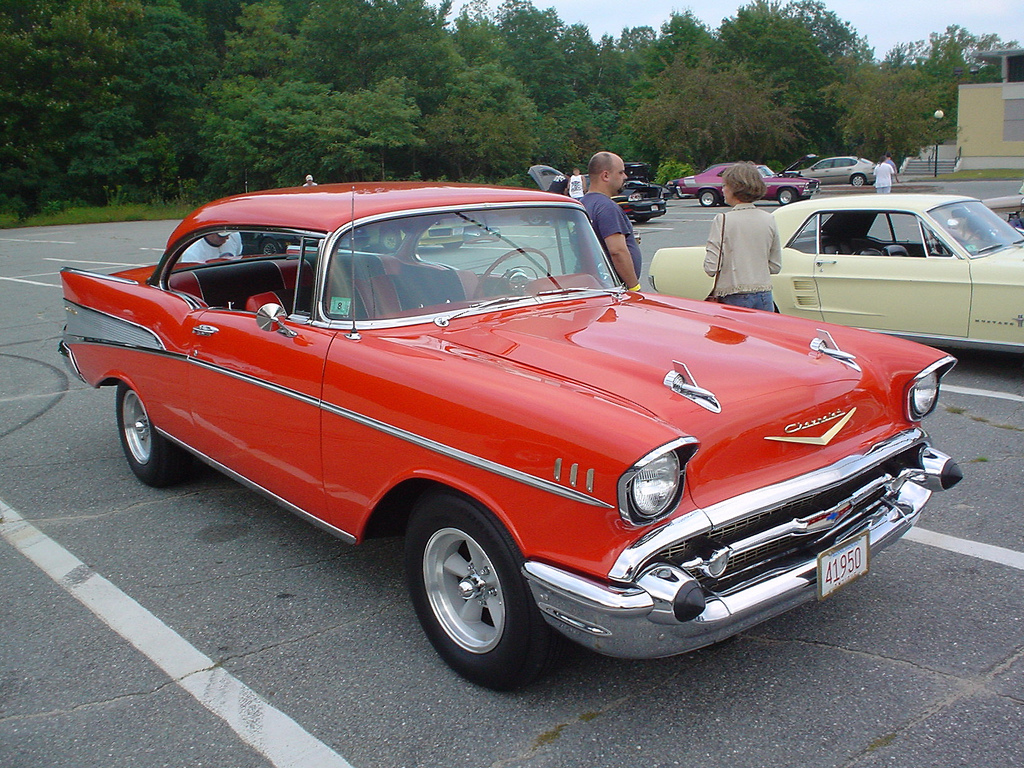
Clasa Lux Bel Air anul 1957

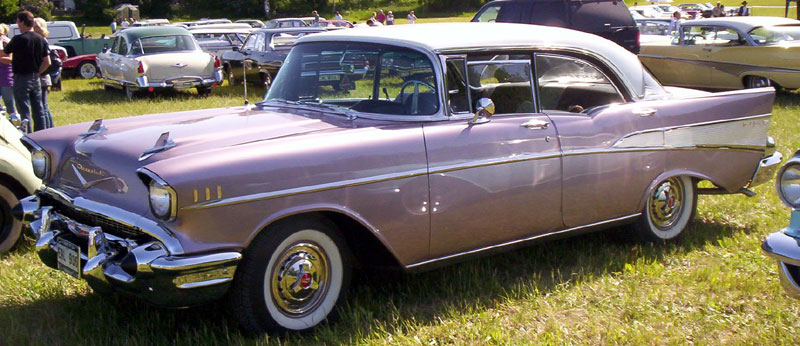
Bel Air anul 1957

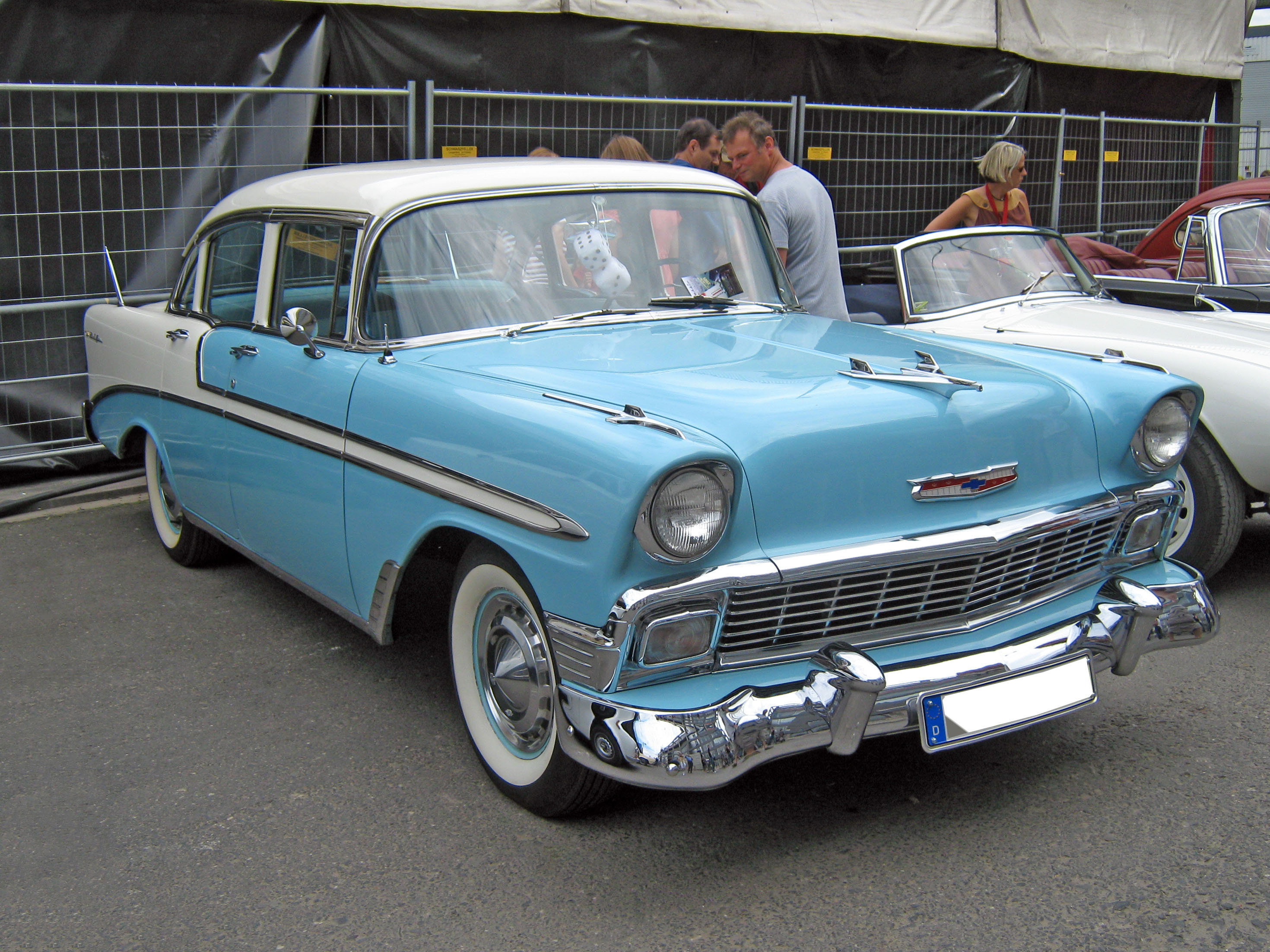
Bel Air anul 1956 pe străzile din Berlin Germania